# CHEF-FM
CHEF-FM est une radio communautaire de langue française diffusant au 99,9 FM à Matagami, au Québec, au Canada. À partir de 2023, l'organisme chapeaute un projet de plateforme d'information régionale à la Baie-James.

## Histoire
CHEF-FM a été autorisée par le Conseil de la radiodiffusion et des télécommunications canadiennes en mars 2000.
En 2006, la station a déposé une demande au CRTC afin d’ajouter un émetteur à Chibougamau, mais celle-ci a été rejetée puisque cela aurait eu un impact négatif sur la viabilité financière de CKXO-FM de Chibougamau, en raison de la petite taille du marché.
La station est membre de l’Association des radiodiffuseurs communautaires du Québec  et est reconnue par le ministère de la Culture et des Communications du Québec.

## Implications
Se disant particulièrement touchée par l’enjeu de l’avenir des médias de toutes formes, Radio Matagami a déposé en 2019 un mémoire lors des consultations particulières sur l’avenir des médias d’information tenues par la Commission de la culture et l’éducation.
En 2023, l'Administration régionale Baie-James et le gouvernement du Québec annoncent des investissements de 3 millions de dollars sur 5 ans, pour permettre à CHEF-FM de mettre en place une plateforme d'information régionale à la Baie-James. Le projet implique que l'organisme devienne à la fois un producteur et un diffuseur de contenu, prenant la forme de bulletins d'information radio, de balados, d'entrevues, ainsi que d'articles et chroniques.